# Sostituzione elettrofila
Una sostituzione elettrofila è una reazione chimica in cui un elettrofilo - ovvero una specie carente di elettroni e con un orbitale vuoto - va a sostituire un altro gruppo (spesso, ma non sempre, un semplice atomo di idrogeno) su una molecola.

## Sostituzione elettrofila aromatica
Il tipo più comune di sostituzione elettrofila è quella che subiscono i composti aromatici ed è per questo una delle modalità più usate per introdurre gruppi funzionali diversi sulla molecola del benzene e dei suoi derivati. Molte reazioni di sostituzione elettrofila sono alla base di importanti processi industriali.